# Cheminée aragonaise

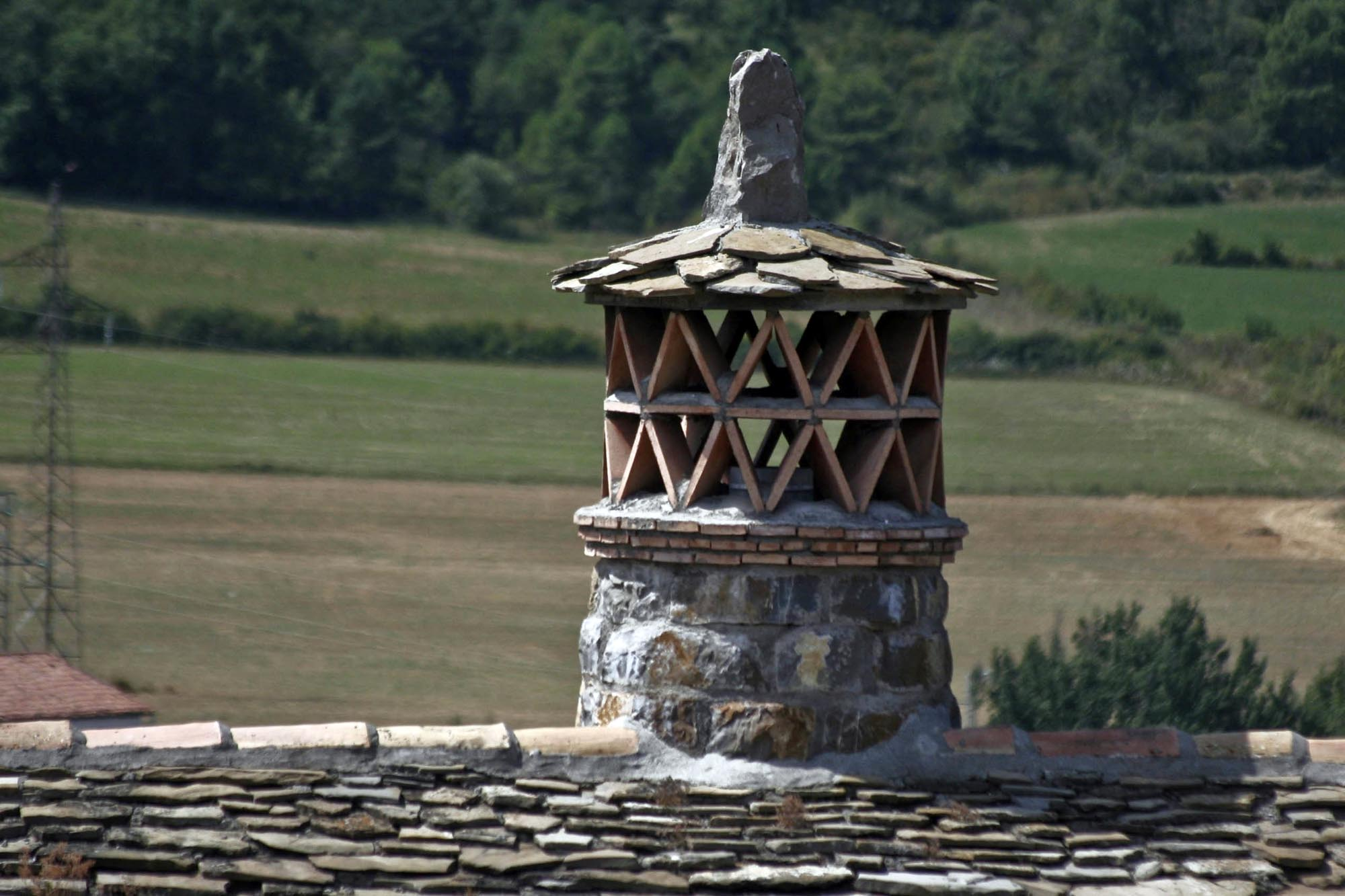
Cheminée aragonaise à Ainsa.

La cheminée aragonaise (chaminera troncoconica en aragonais) est un type de cheminée répandu dans l’habitat traditionnel en haut Aragon, principalement dans la comarque pyrénéenne du Sobrarbe. 

## Caractéristiques
La cheminée aragonaise consiste en un foyer central, formant une pièce indépendante, surmontée d’une voûte en dôme qui se prolonge au-dessus de la toiture de lauzes par une souche cylindro-conique caractéristique. Cette salle, la seule chauffée de la maison, sert de cuisine et de pièce à vivre, surtout en hiver (qui peut être rigoureux dans les zones de montagne). Le foyer se trouve au centre, surélevé sur une large pierre plate ou une plaque de fonte. Une poutre horizontale transversale, placée assez haut, supporte une ou plusieurs crémaillères où l’on suspend les marmites. Un banc (ou arche-banc), la cadiera, fait le tour de la pièce. Il est accompagné d’une tablette rabattable perpendiculaire au mur.
La souche, prolongation du manteau en dôme, est cylindrique ou en tronc de cône. Elle est construite dans le même matériau, généralement du tuf calcaire ou travertin, localement appelé tosca. Les ouvertures pour l’évacuation de la fumée sont ménagées par des pierres plates disposées de champ, ou inclinées deux à deux, sur un ou deux rangs superposés (à la manière d’un « château de cartes »). Tardivement, on utilise aussi des briques à cet effet. Une large pierre plate circulaire coiffe le tout, ou des lauzes, parfois des tuiles canal. Enfin au sommet, traditionnellement, une pierre pointue, parfois sculptée en forme de personnage ou d’objet (croix), sert à éloigner sorcières et mauvais esprits : l’espantabrujas (littéralement, « épouvantail à sorcières »).
Une grande partie de l’habitat rural ayant été désertée au cours de la seconde moitié du XXe siècle, les cheminées aragonaises sont souvent restées en l’état ou sont tombées en ruine sans être fondamentalement modifiées. Actuellement, les maisons sont réhabilitées, parfois au détriment des anciennes cuisines qui ne sont plus conformes au mode de vie actuel, mais les souches, éléments importants et visibles du patrimoine architectural, sont généralement restaurées.

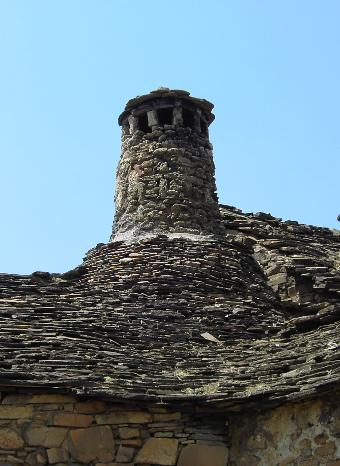
Cheminée en Sobrarbe montrant le haut du manteau intérieur.
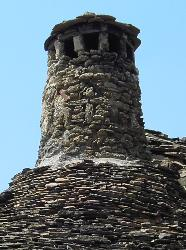
Chicota.
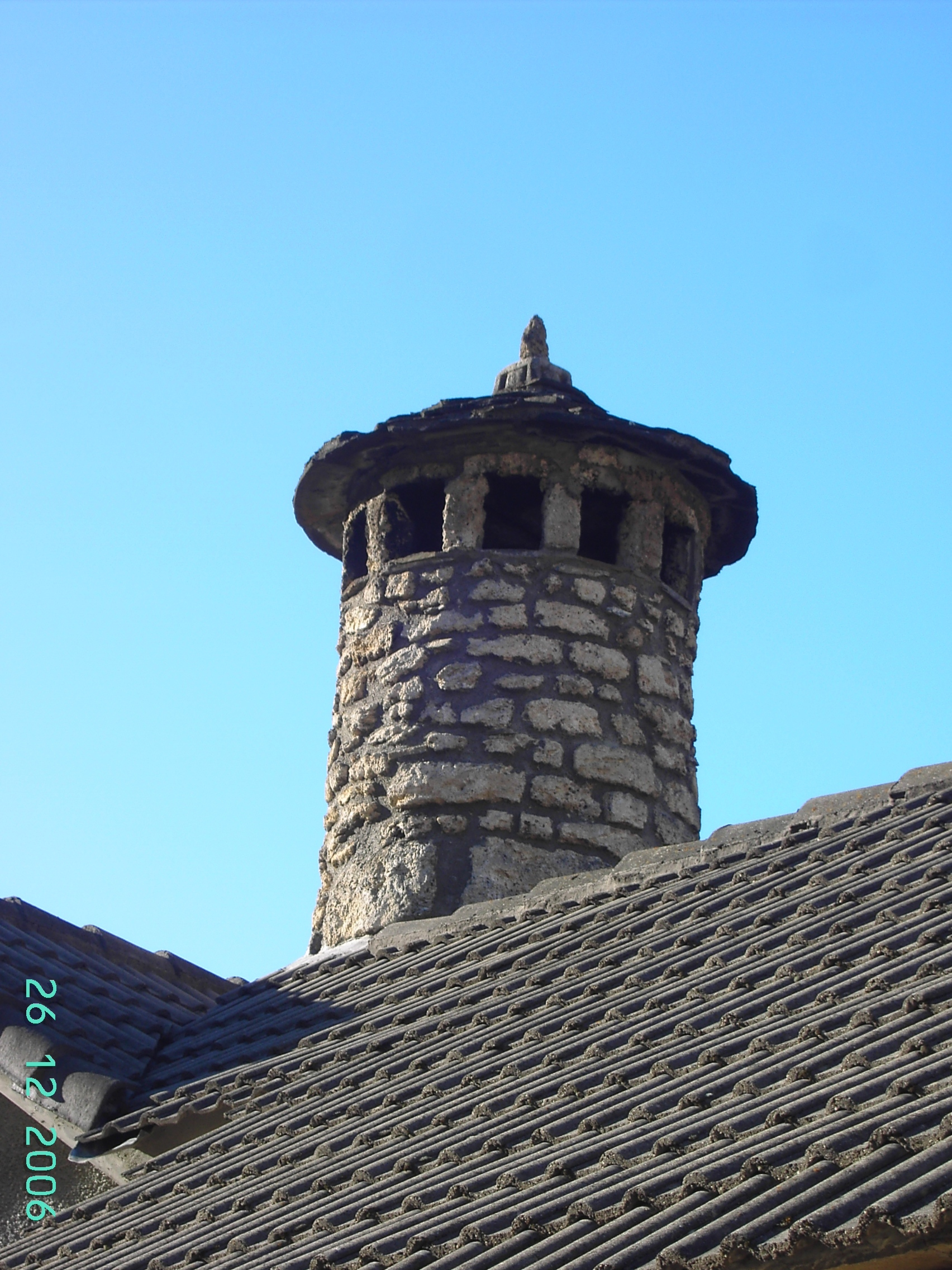
Torla.
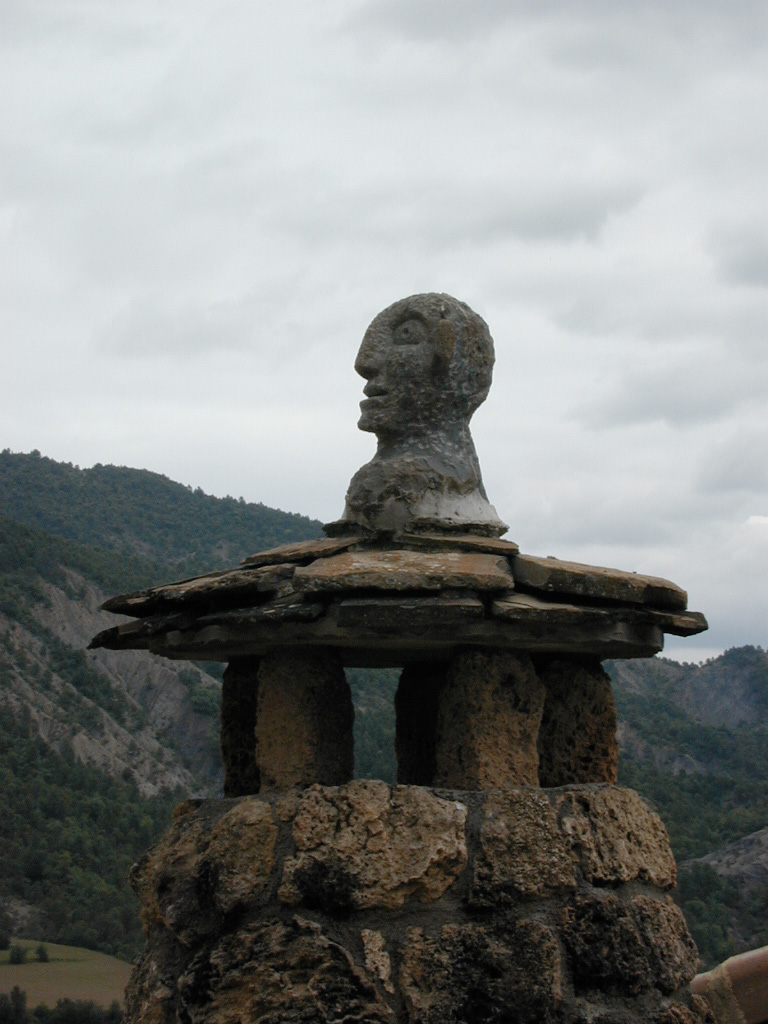
Espantabrujas sculpté.
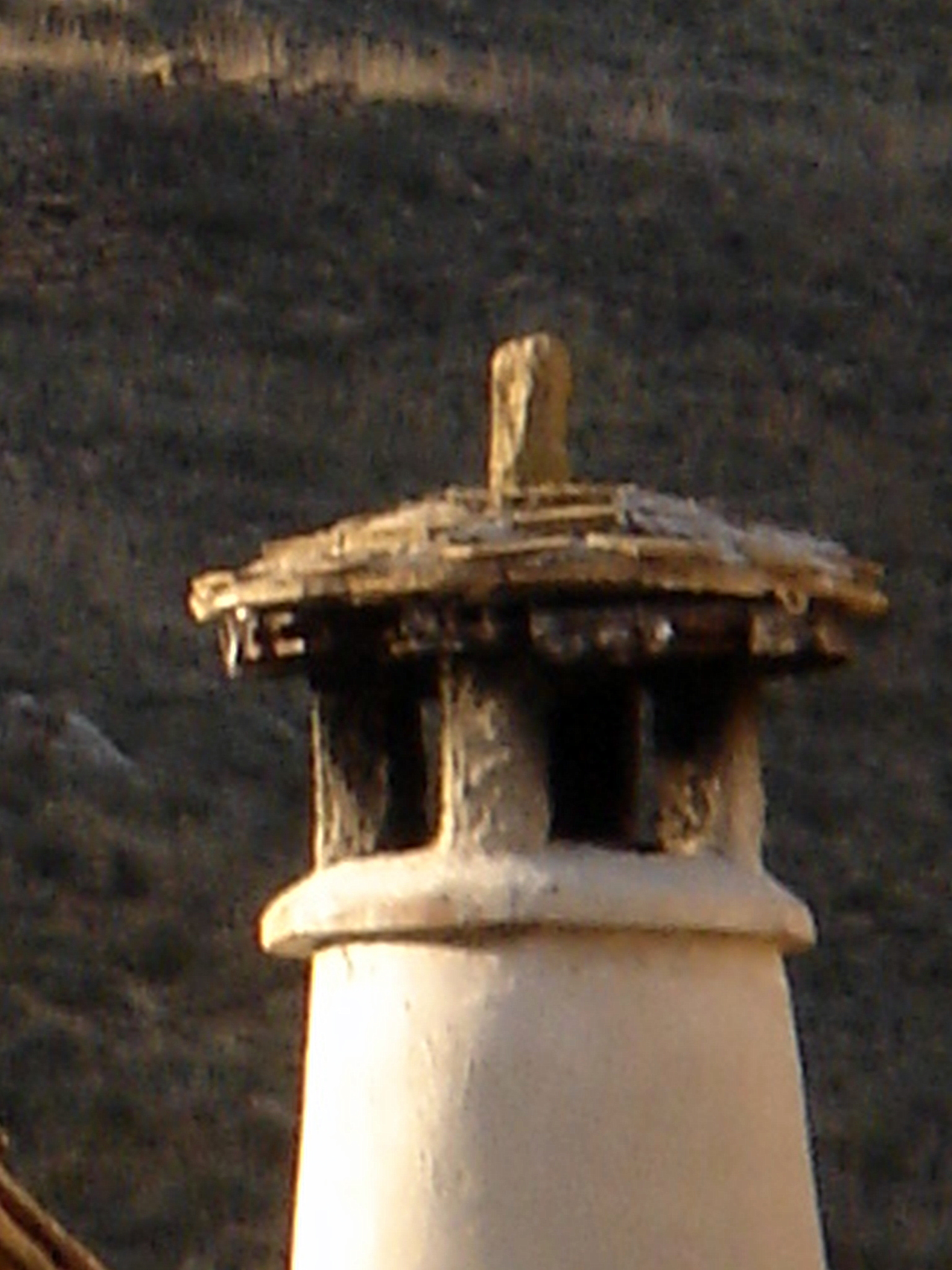
Longás.

## Origines
L’origine de ce type de cheminée est peu connue. L'appellation de « cheminée sarrasine », connue en France dans une zone très délimitée (la Bresse) où ce type de cheminée est quasi identique, à des différences stylistiques près (dans la cheminée bressane, une croix remplace l’espantabrujas), n’est pas employée en Aragon, alors que cette région conserve de multiples traces de l’occupation sarrasine.  Il est admis que cette construction reprend le principe de la hutte à foyer central, percée d’un trou à son sommet.
À propos des cheminées sarrasines de Bresse, on a évoqué une influence nordique de pays où la construction exclusivement en bois imposait ce type de foyer central, comme on peut le voir avec les « bournes », cheminées des chalets ou « mazets » de Haute-Savoie, dotées d’un très large manteau en bois. Mais il est évident que l’on n’est pas, en Aragon, dans le même type de configuration.
Dans son Dictionnaire, Viollet-le-Duc, à l’article « Cuisine », traite des cuisines médiévales de certains monastères ou châteaux, bâties selon ce même principe, avec des dimensions supérieures et la présence de multiples conduits autour du conduit principal, au sommet de la voûte.
À Istanbul, les cuisines du palais de Topkapi (restaurées par l’architecte Sinan au XVIe siècle), présentent le même principe.